# Rangu
Rangu est un village de la commune de Märjamaa du comté de Rapla en Estonie.
Sa population était de 113 habitants en 2019.